# 大横川

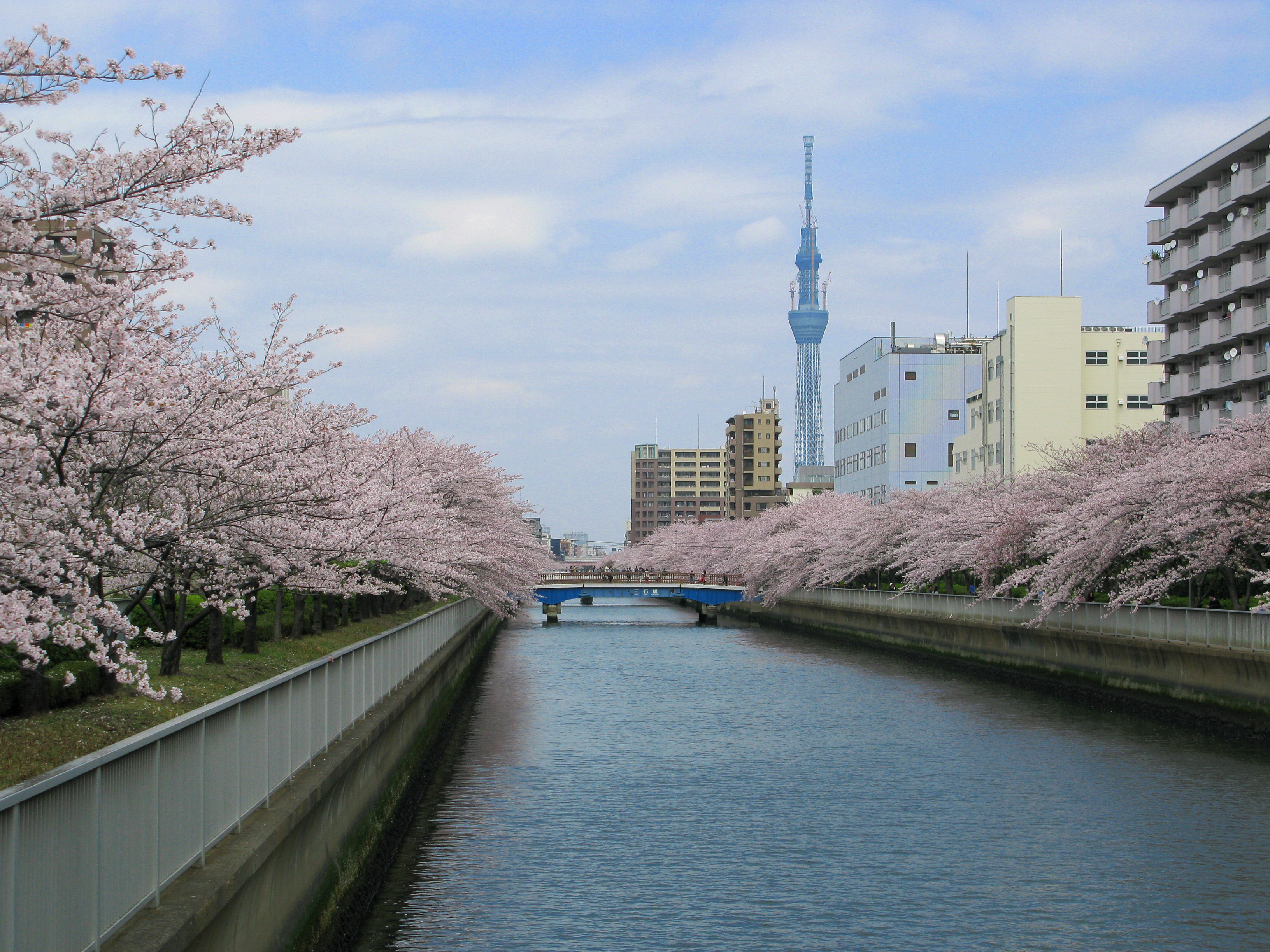
福寿橋から

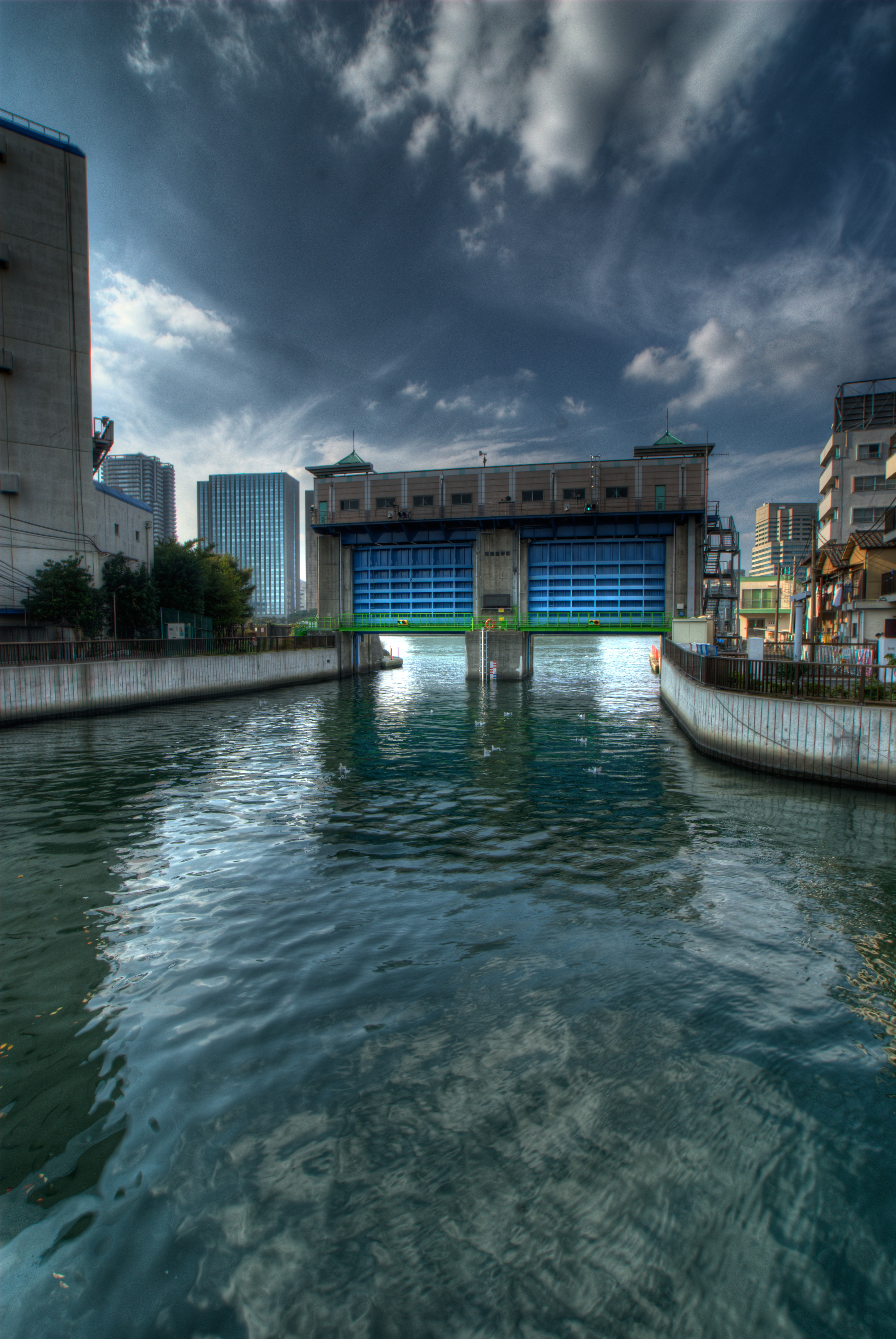
大島川水門、奥が隅田川

大横川（おおよこがわ）は、東京都墨田区・江東区を流れる運河。かつては流域により亥の堀川(いのほりがわ)や大島川と呼ばれていたが、1965年の河川法改正により大横川に統一された。ただし、派流である大島川西支川、大島川東支川、大島川水門等は改称されていない。大横川南支川も存在する。かつて亥の堀と呼ばれていたのは小名木川から木場まで。

## 地理
東京都墨田区の業平橋付近で北十間川から分流し南へ流れる。竪川、小名木川、仙台堀川と交差し、横十間川を合わせる。江東区木場付近で西に流路を変え、大横川南川支川を分流し、平久川と交差する。江東区永代で大島川西支川を合わせ、その先で隅田川に合流する。
江東区扇橋から仙台堀川交差付近の区間は、川沿いに桜の並木があり、開花の時期には昼夜を問わず賑わう。江東区主催の和船乗船体験に門前仲町付近の黒船橋から東富橋の区間が使われることがある。

## 歴史
江戸時代の埋立地に造られた運河で、竪川と大川（現在の隅田川）の間の十万坪と呼ばれる葦原を流れていた。
明治時代以降、東京湾に来航する貨物船の荷物を移し替えた艀が行き交い賑わいを見せたが、第二次世界大戦中、戦後には浚渫が放棄されて河床が上昇。船は、満潮時にのみ行き交うことが可能な状態となった。加えて1951年の頃には、地盤沈下のため橋桁が相対的に下がるようになり、沢海橋では船がくぐりにくい状態となっていた。
その後、竪川の交差地点から北十間川まで延長されたが、周囲が地下水汲み上げによる地盤沈下のためゼロメートル地帯となったため、堰き止められて常時排水することにより水位を下げ、親水公園として整備されている。

## 橋梁
- ※印は橋梁撤去済で道路として整備（いずれも記念モニュメントが存在する）

大横川
- 業平橋 - （浅草通り）
- 平川橋※
- 横川橋 - （春日通り）
- 紅葉橋
- 法恩寺橋 - （蔵前橋通り）
- 清平橋
- 長崎橋※
- 総武本線橋梁
- 江東橋 - （京葉道路）
- 撞木橋※ - （馬車通り）
- 首都高速7号小松川線橋梁（これより以北は大横川親水公園）
- 南辻橋
- 菊柳橋
- 菊川橋 - （新大橋通り）
- 猿江橋
- 扇橋 - （清洲橋通り）
- 亥之堀橋- （深川資料館通り）
- 三石橋 - （美術館通り）
- 福寿橋
- 大栄橋
- 茂森橋 - （葛西橋通り）
- 豊木橋
- 大横橋
- 沢海橋 - （永代通り）
- 新田橋
- 平木橋 -（三ツ目通り）
- 平野橋
- 東富橋
- 巴橋
- 石島橋
- 黒船橋 - （清澄通り）
- 越中島橋
- 練兵衛橋

大島川西支川
- 松永橋
- 元木橋
- 緑橋
- 御船橋
- 福島橋
- 巽橋